# Fynbo Foods
Fynbo Foods A/S er en dansk fødevarevirksomhed, der producerer marmelade, frugtgrød og frugtgele. Fynbo Foods blev etableret i 2002 af fem tidligere kollegaer fra marmeladebranchen. Virksomheden er lokaliseret i Vrå og den er ejet af Richard Fynbo (70 %) igennem Richard Fynbo Holding. I 2023 solgte Fynbo Foods varer for 115 mio. kroner og de havde ca. 90 ansatte. Virksomhedens varer sælges igennem mærket Fynbo og via. private label.